# Henk Kramer

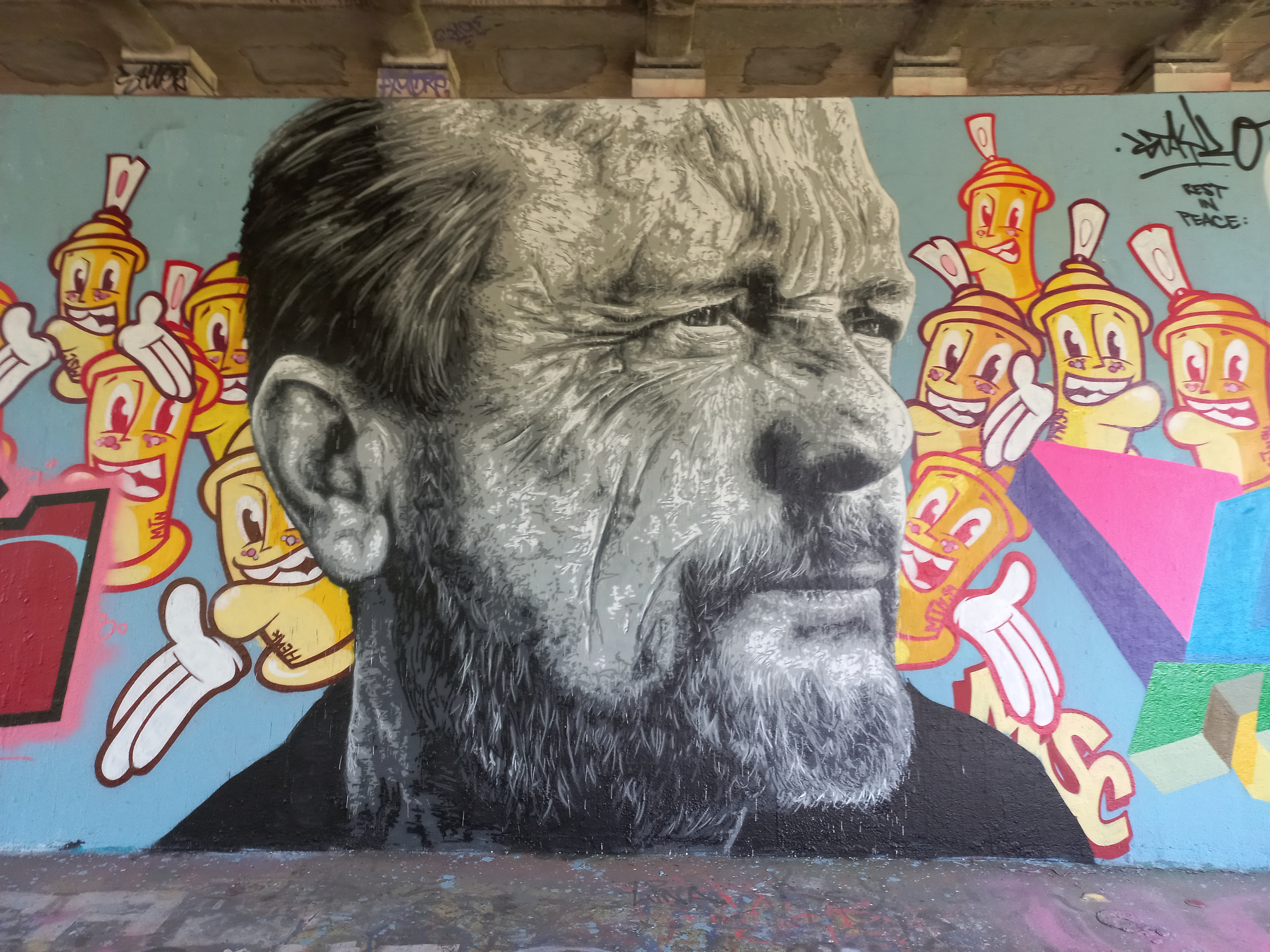
Henk Kramer, graffitiportret Amsterdamsebrug (juni 2025)

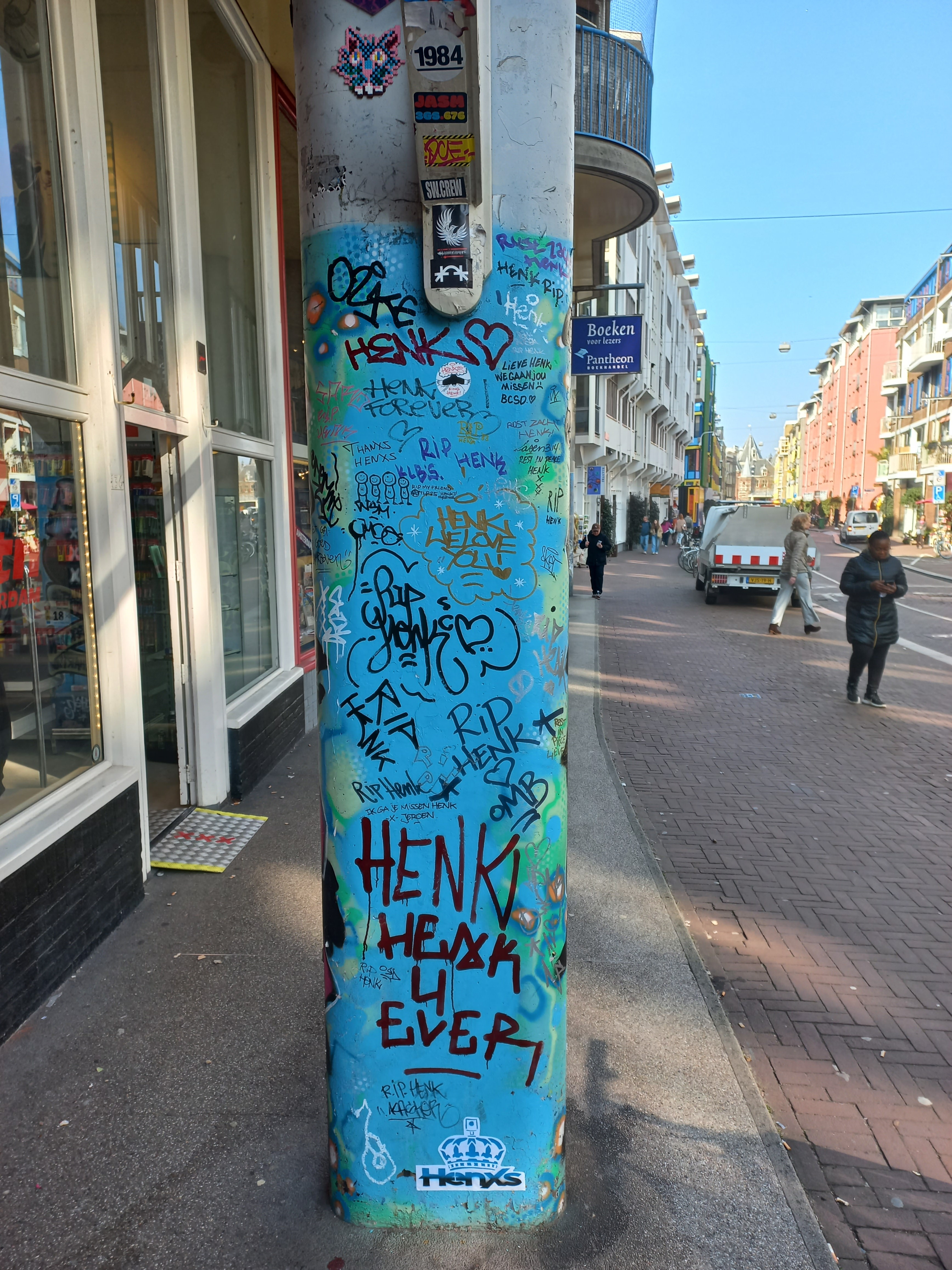
Graffitizuil ter nagedachtenis aan Henk (maart 2025)

Henk Kramer (Groningen, 18 januari 1959 – Amsterdam, 21 februari 2025) was een Nederlands (markt)koopman.
Na een roerige jeugd vestigde Henk Kramer zich in Amsterdam. Hij ging er sociale pedagogiek studeren en werd sociaal werker. Toen stond hij al liever op de markt van het Waterlooplein, samen met Ed Baneke handelde hij in spuitbussen voor graffiti, niet echt een branche waar Nederland op zat te wachten. Echter, de graffitizetters liepen met hem weg; zo verkochten ze Spanvar; de beste “verf” voor graffiti. Zijn college Baneke bleef in dat merk geloven, terwijl Kramer meewilde naar de betere merken als Belton en Montana Colors (The Montana Shop), die onder een hogere druk spoten. Hij kon vanwege de vele vraag in 1988 een winkel openen in de Sint Antoniesbreestraat 138, de winkel kreeg de naam van zijn pseudoniem Henxs. Vanuit die winkel bestierden Kramer en zijn toenmalige echtgenote Lucan (later kreeg hij een nieuwe levensgezelin) niet alleen de graffitiwereld, maar ze kwamen ook met kleding in die stijl, organiseerden concerten, etc. Zij maakten mee dat het graffiti zetten zich ontwikkelde van alleen writing (alleen letters) naar painting (schilderingen, murals). De Nederlandse branche, waaronder Mick La Rock, liep met hem weg.
Henk Kramer, ook wel godfather van de spuitbus, overleed plotseling, waarop in allerlei steden met graffitizetters kleine eerbetonen aan hem werden geplaatst. De pilaar voor zijn winkel in het Pentagon werd volgespoten. Hij werd in kleine kring vanuit zijn winkel gecremeerd. Hij liet een vrouw, zoon, dochter en een stiefdochter achter.